# Isostenygra monnei
Isostenygra monnei là một loài bọ cánh cứng trong họ Cerambycidae.